# Seguridad basada en identidad
La seguridad basada en identidad es un acercamiento de seguridad de red patentado, puesto en práctica por  Cyberoam el cual incluye componentes de seguridad que proveen visibilidad y control sobre actividad de usuarios en una red particular. Ofrece un sistema de seguridad de red más robusto que incluye un administrador de identidad de usuario como parte de los criterios de igualación del firewall.
El concepto incluye tratar la identidad de un usuario como la octava capa(también conocida como capa HUMANA) en la pila de protocolo de red, 
por tanto se incluye la identidad del usuario mientras se autentica, autoriza y se hace una auditoría a la red. Esto pone a las organizaciones un paso adelante de las aplicaciones convencionales de seguridad que brindan seguridad a direcciones IP. Un acercamiento como este permite a las organizaciones crear políticas de seguridad que se alinean a usuarios y grupos en lugar de alinearse a direcciones IP que, el final, les da un control más preciso acerca de quién puede acceder a la red- y a qué contenido pueden acceder.
La seguridad basada en identidad protege a los sistemas de ataques spoofing a través de la combinación de encriptado, autenticación, y control de acceso a una unidad en particular.